# Haagespostoa climaxantha
Haagespostoa climaxantha är en kaktusväxtart som först beskrevs av Erich Werdermann, och fick sitt nu gällande namn av Gordon Douglas Rowley. Haagespostoa climaxantha ingår i släktet Haagespostoa och familjen kaktusväxter. Inga underarter finns listade i Catalogue of Life.